# Philonotis penicillata
Philonotis penicillata är en bladmossart som beskrevs av John Wright 1892. Philonotis penicillata ingår i släktet källmossor, och familjen Bartramiaceae. Inga underarter finns listade i Catalogue of Life.